# 詹姆斯敦 (科罗拉多州)
詹姆斯敦（英語：Jamestown），是美国科罗拉多州博尔德县下属的一座城市。建市于1883年6月22日，面积大约为0.624平方英里（1.616平方公里）。根据2010年美国人口普查，该市有人口274人。2011年估计该市有人口280人，相比2010年人口增长率为2.19%。同时，论人口该市是科罗拉多州第220大城市。